# Ryan White

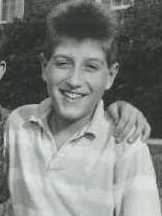
Ryan White

Ryan Wayne White (Kokomo (Indiana), 6 december 1971 – Indianapolis, 8 april 1990) was een Amerikaans activist tegen hiv/aids.
Ryan White was een hemofilie-patiënt. Middels een bloedinfuus liep hij in 1984 als 13-jarige een hiv-infectie en vervolgens de ziekte aids op. Na het bekend worden van zijn ziekte liet zijn middelbare school hem niet meer toe. Zijn familie spande een rechtszaak aan tegen de school en wist bij de rechter af te dwingen dat hij weer op school werd toegelaten.
Door de reactie van de school en door het feit dat hij als kind de ziekte door een bloedinfuus en niet door geslachtsverkeer had gekregen groeide Ryan White uit tot symboolfiguur. Hij kwam onder meer in contact met president Ronald Reagan.
Op 18-jarige leeftijd overleed White. Elton John zong op zijn begrafenis en Michael Jackson droeg het lied Gone Too Soon aan hem op. Ook werd een Amerikaanse wet naar hem vernoemd. Het Amerikaans Congres nam in 1990 de "Ryan White Comprehensive AIDS Resources Emergency (CARE) Act" aan, een wet om medische zorg te verlenen aan aidspatiënten die zich dat financieel niet kunnen veroorloven.